# Хытил, Филип
Филип Хытил (чеш. Filip Chytil; 5 сентября 1999, Кромержиж) — чешский профессиональный хоккеист, нападающий клуба «Ванкувер Кэнакс». Участник драфта НХЛ 2017 года.

## Игровая карьера
Хытил начал свою профессиональную карьеру в хоккейном клубе «Злин». В сезоне 2016—2017 он записал на свой счет 4 гола и 4 голевые передачи в 38 матчах чешской экстралиги, что стало вторым результатом в лиге среди игроков моложе 18 лет. 23 июня 2017 года на драфте НХЛ 2017 года Филип был выбран в 1-м раунде под общим 21-м номером клубом НХЛ «Нью-Йорк Рейнджерс». Вскоре после драфта НХЛ 2017 Хытил был выбран на драфте канадской хоккейной лиги 7-м среди иностранных игроков командой «Норт-Бей Батталион».
В сезоне 2017/18 после тренировочного лагеря для новичков Филипа отправили играть в фарм-клуб «Рейнджерс», «Хартфорд Вулф Пэк». 25 марта 2018 года Хытила вызвали в «Нью-Йорк Рейнджерс» на матчи НХЛ. Свой первый гол в карьере НХЛ забил 30 марта 2018 года в ворота «Тампа-Бэй Лайтнинг», однако это не помогло «Рейнджерс» и они потерпели поражение со счётом 3-7. Сезон 2018/19 Хытил начал в основе «Рейнджерс». 12 ноября 2018 года забросил первую шайбу в сезоне в игре против «Ванкувер Кэнакс», был признан первой звездой матча и тем самым помог «Рейнджерс» одержать победу со счётом 2:1.
29 марта 2023 года подписал с «Рейнджерс» новый четырёхлетний контракт. 

## Статистика
| Легенда | Легенда                    | Легенда | Легенда                   | Легенда | Легенда    |
| ------- | -------------------------- | ------- | ------------------------- | ------- | ---------- |
| И       | Количество проведённых игр | Штр     | Штрафное время            | +/−     | Плюс-минус |
| Г       | Голы                       | П       | Голевые передачи          | О       | Очки       |
| -       | Статистика неизвестна      | —       | Статистика не учитывалась |         |            |